# Нижньотамбовське
Нижньотамбо́вське (рос. Нижнетамбовское) — село у складі Комсомольського району Хабаровського краю, Росія. Адміністративний центр та єдиний населений пункт Нижньотамбовського сільського поселення.

## Населення
Населення — 942 особи (2010; 1212 у 2002).
Національний склад (станом на 2002 рік):
- росіяни — 90 %